# Parlement wallon
Parlement de Wallonie
11e législature
Hospice Saint-Gilles
Le Parlement wallon ou Parlement de Wallonie (en allemand : Parlament der Wallonie ou Wallonische Parlament) est l'assemblée législative de la Région wallonne, en Belgique. 
Composé de 75 députés élus pour cinq ans, il exerce le pouvoir législatif en votant des décrets, élit le gouvernement régional et en contrôle l'action.
Il siège à Namur, dans l'hospice Saint-Gilles, et fait face à l'Élysette, siège du pouvoir exécutif.

## Histoire
L'idée d'un Parlement wallon apparaît pour la première fois au Congrès wallon de 1912, avec la proposition de créer officieusement une Assemblée wallonne, qui se réunit d'ailleurs régulièrement après la guerre.
Le 26 juillet 1950, Joseph Merlot déclare qu'il y a lieu de réunir les États Généraux de Wallonie, sorte d'assemblée plus large qu'un Parlement devant se saisir de toutes propositions éventuellement séparatistes face au maintien du roi Léopold III au pouvoir. Cette déclaration est un épisode important de la Question royale.
Le Conseil de la Région wallonne est créé en 1980, lors de l'institution des régions et des communautés en conséquence de la deuxième réforme de l'État. Il se réunit pour la première fois le 15 octobre au Sofitel de Wépion, sous la présidence de Georges Glineur. Il est alors formé de l'ensemble des parlementaires belges élus dans les provinces wallonnes.
Le 5 avril 1995, à quelques semaines des premières élections directes, le Conseil décide de se renommer lui-même en Parlement wallon et que ses élus porteront le titre de députés. Cette décision sera ratifiée en février 2005 par une révision constitutionnelle, suivie en mars 2006 par une adaptation de la loi spéciale de 1980 de réformes institutionnelles,.
Le Conseil de la Région fait le choix le 26 juin 1996 par un vote unanime d'installer son siège dans l'ancien hospice Saint-Gilles. Cette décision fait suite au rejet trois semaines plus tôt par les Namurois d'un projet de construction d'un nouveau bâtiment sur le Grognon proposé par l'architecte Mario Botta,. Le bâtiment rénové et sa nouvelle salle plénière sont inaugurés le 17 septembre 1998 par le président du Conseil Yvon Biefnot et le premier président honoraire de l'assemblée, Léon Hurez.
Les députés adoptent en septembre 2015 la dénomination de Parlement de Wallonie pour le texte du règlement parlementaire et sa communication,.

## Parlementaires
Le Parlement wallon se compose de 75 députés, élus pour une législature de cinq ans au suffrage universel direct et au scrutin proportionnel dans plusieurs circonscriptions plurinominales.
L'intégralité de ses membres siège également au Parlement de la Communauté française, à l'exception des députés germanophones qui sont remplacés par leurs premiers suppléants francophones. Ces mêmes députés de langue allemande siègent au Parlement de la Communauté germanophone avec voix consultative.

## Attributions
Le Parlement exerce le pouvoir législatif en adoptant des décrets (ayant force de loi selon le principe de l'équipollence des normes) dans la limite du territoire et des compétences expressément attribuées à la Région, et vote le budget régional. Il élit les membres et contrôle l'action du gouvernement fédéré, et désigne parmi ses membres huit sénateurs de région.
Doté de compétences exclusives, il est appelé à se prononcer sur la ratification de tout engagement international signé par le royaume qui intervient dans le champ de celles-ci. À ce titre, il est considéré par la Cour de justice de l'Union européenne (CJUE) comme un « Parlement national » au regard du droit communautaire.

### Compétences législatives
En tant que pouvoir législatif régional, le Parlement wallon légifère en matière de :
- aménagement du territoire ;
- environnement et politique de l'eau ;
- rénovation rurale et conservation de la nature ;
- logement ;
- agriculture ;
- économie ;
- politique de l'énergie ;
- pouvoirs subordonnés (cultes et communes) ;
- politique de l'emploi ;
- travaux publics et transport ;
- bien-être des animaux ;
- sécurité routière ;
- tutelle des provinces, des intercommunalités et des communes ;
- recherche scientifique et coopération internationale dans ces domaines ;
- enseignement (uniquement le transport scolaire et la gestion des bâtiments scolaires publics)[8] ;
- matières personnalisables (uniquement l'aide aux personnes handicapées, la politique familiale, la politique d’aide sociale, la politique du troisième âge, la politique de la santé, l’accueil et l’intégration des immigrés)[8].

## Fonctionnement

### Présidence et bureau

#### Bureau actuel (depuis le 25 juin 2024)
- Président : Willy Borsus (MR)
  - 1er Vice-Président : Laurent Devin (PS)
  - 2e Vice-Présidente : Anne-Catherine Goffinet (Les Engagés)
    - 1re secrétaire : Philippe Dodrimont (MR)
    - 2e secrétaire : Mélissa Hanus (PS)
    - 3e secrétaire : Guillaume Soupart (MR)
    - 4e secrétaire : Olivier de Wasseige (LE)

## Siège

### Bâtiment

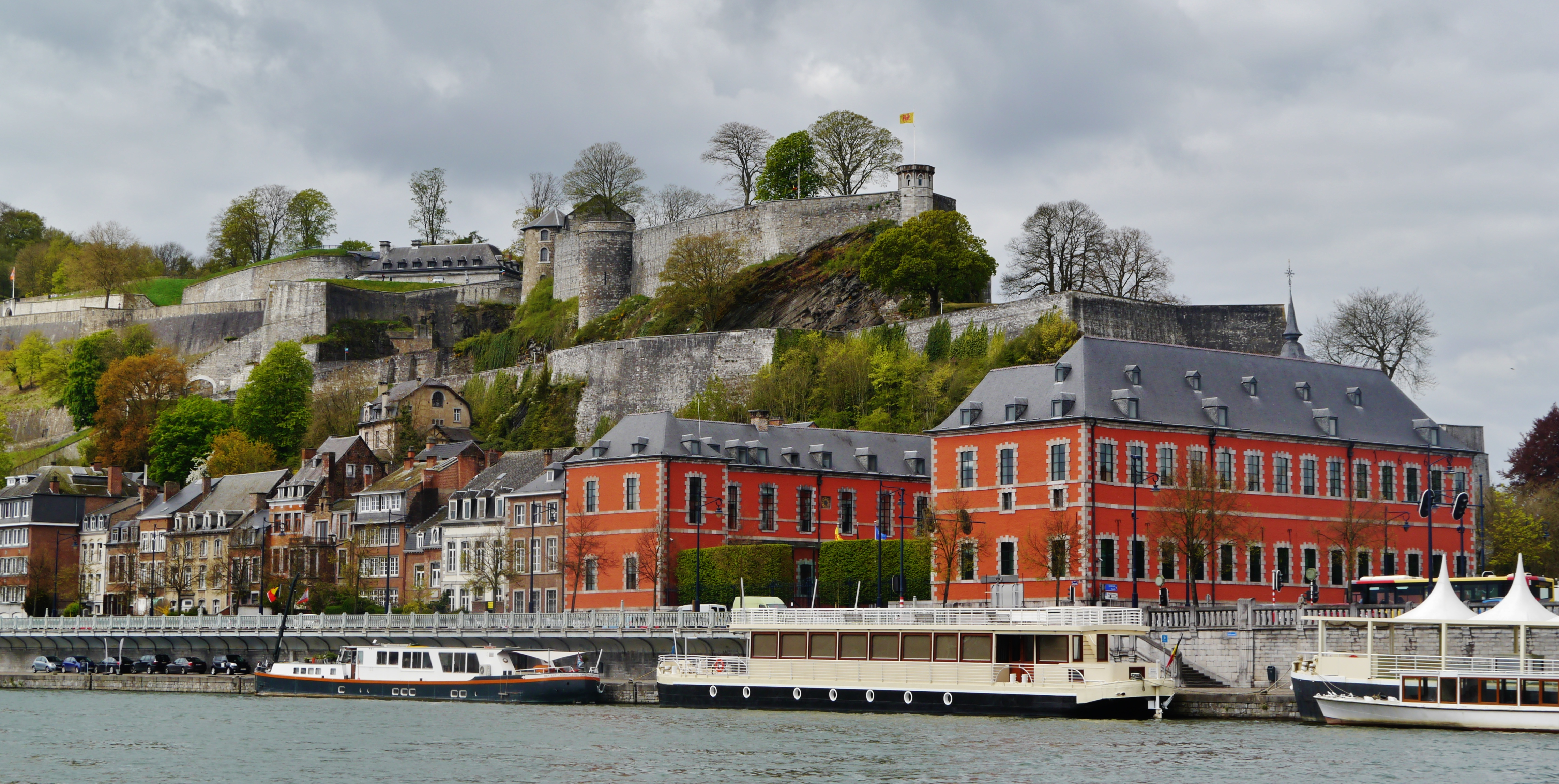
L'hospice Saint-Gilles, siège du Parlement wallon.

Le Parlement a son siège dans l'ancien hospice Saint-Gilles, à Namur.
Ce bâtiment se situe sur la rive gauche de la Meuse, près de sa confluence avec la Sambre. En face, sur la rive droite, se trouve l'Élysette, siège du gouvernement régional et résidence officielle du ministre-président.
Frédéric Janssens a été nommé Greffier du Parlement de Wallonie le 30 avril 2009 et a pris ses fonctions le 1er septembre 2019. Il a le grade de secrétaire général et est Grand officier de l’Ordre de Léopold II,.
Il est classé au patrimoine par un arrêté de 1936.

### Salle plénière
Une particularité dans le paysage belge est que la disposition de l'assemblée se fait à l'anglaise, où opposition et majorité se font face. Ceci résulte des contraintes liées au bâtiment qui abrite le Parlement et dont aucune salle ne permettait l'aménagement d'un hémicycle.

## Composition

### Actuelle
À la suite des élections régionales du 9 juin 2024, le Parlement se compose ainsi depuis le 25 juin 2024 :
| Parti | Parti                              | Députés |
| ----- | ---------------------------------- | ------- |
|       | Mouvement réformateur (MR)         | 26      |
|       | Parti socialiste (PS)              | 19      |
|       | Les Engagés                        | 17      |
|       | Parti du travail de Belgique (PTB) | 8       |
|       | Ecolo                              | 5       |
| Total | Total                              | 75      |

La majorité du Parlement wallon, composée du MR et des Engagés, soutient avec participation le gouvernement Adrien Dolimont. Le PS, Ecolo et le PTB siègent quant à eux dans l'opposition parlementaire.

### Composition des anciennes législatures

1re législature (1981-1985)
2e législature (1985-1988)
3e législature (1988-1991)
4e législature (1991-1995)
5e législature (1995-1999)
6e législature (1999-2004)
7e législature (2004-2009)
8e législature (2009-2014)
9e législature (2014-2019)
10e législature (2019-2024)

Évolution de la répartition des 75 sièges du Parlement depuis 1995, date des premières élections régionales directes en Wallonie :
- FN
- PP
- PRL-FDF / MR
- PSC / cdH / Les Engagés
- PS
- Ecolo
- PTB